# NGC 73
NGC 73은 고래자리 방향에 있는 나선 은하이다.